# Vähäkyrö
Vähäkyrö (Zweeds: Lillkyro) is een voormalige gemeente in het Finse landschap Österbotten. De gemeente had een oppervlakte van 176 km² en telde 4688 inwoners in 2003.
Sinds 2013 behoort Vähakyrö tot de gemeente Vaasa.